# Landkreis Wollstein

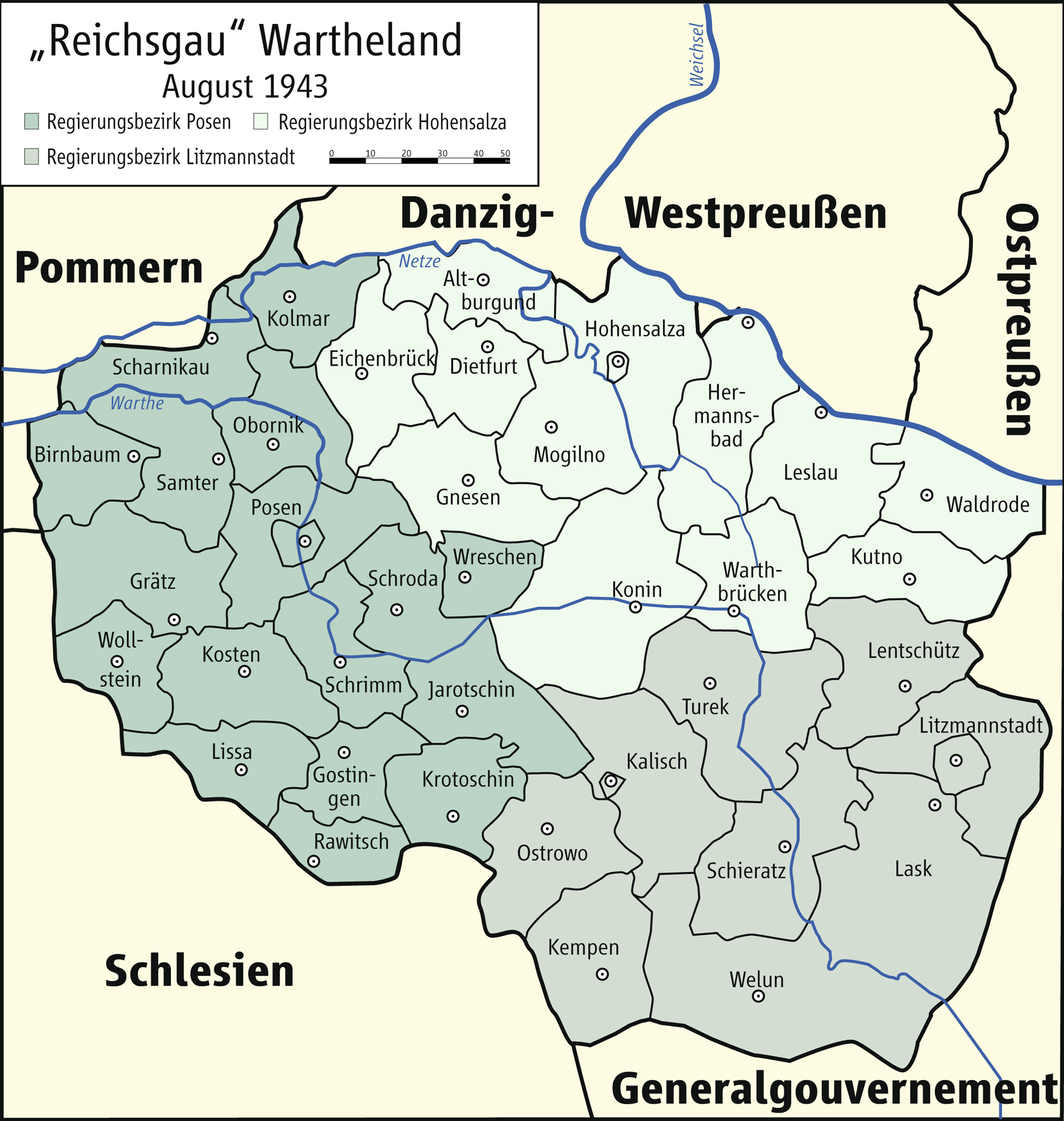
Regierungsbezirke und Kreise im Reichsgau Wartheland

Landkreis Wollstein war während des Zweiten Weltkrieges der Name einer deutschen Verwaltungseinheit im besetzten Polen (1939–45).

## Vorgeschichte (1815 bis 1919)
Das Gebiet um die westpolnische Stadt Wolsztyn (Wollstein) hatte von 1815 bis 1919 zum Kreis Bomst in der preußischen Provinz Posen gehört. Im Zuge des Großpolnischen Aufstandes kam Wolsztyn am 5. Januar 1919 zurück unter polnische Kontrolle und wurde am 28. Juni 1919 mit der Unterzeichnung des Versailler Vertrags offiziell an das wieder gegründete Polen abgetreten.

## Verwaltungsgeschichte
Zu Beginn des Zweiten Weltkrieges besetzten deutsche Truppen den westpolnischen Powiat Wolsztyn, die Kreisstadt Wolsztyn wurde am 5. September 1939 eingenommen.
Am 26. Oktober 1939 wurde der Powiat unter der Bezeichnung Landkreis Wollstein an das Deutsche Reich angeschlossen, was als einseitiger Akt der Gewalt völkerrechtlich aber unwirksam war. Der Landkreis wurde Teil des Regierungsbezirkes Posen im Reichsgau Wartheland.
Sitz des deutschen Landratsamtes wurde die Kreisstadt Wollstein.
Mit dem Einmarsch der Roten Armee im Januar 1945 endete die deutsche Besetzung.

## Politik

### Landkommissar
1939–9999: Schulz

### Landräte
1939–1944: Rolf Schneider
1944–1945: Leyde (vertretungsweise)

## Kommunale Gliederung
Der Landkreis gliederte sich eine Stadtgemeinde (Wollstein) und 82 Landgemeinden, die in sechs Amtsbezirken zusammengefasst waren.

## Größe
Der Landkreis Wollstein hatte eine Fläche von 740 km².

## Bevölkerung
Der Landkreis Wollstein hatte im Jahre 1941: 45.589 meist polnische Einwohner.
Die deutschen Besatzungsbehörden vertrieben zwischen dem 1. Dezember 1939 und dem 31. Dezember 1943 fast 5000 Polen aus dem Gebiet.
Im Kreisgebiet lebte eine deutsche Minderheit (im Jahre 1931 etwa 20 % der Gesamtbevölkerung). Während der Zeit der Besetzung wurden zusätzlich Deutsche angesiedelt. Gegen Ende der Besetzung verließ der Großteil der Deutschen das Gebiet.

## Ortsnamen
Während der deutschen Besetzung im Zweiten Weltkrieg wurden durch unveröffentlichten Erlass vom 29. Dezember 1939 zunächst die 1918 gültigen deutschen Ortsnamen übernommen, es erfolgten aber bald „wilde“ Eindeutschungen durch die lokalen Besatzungsbehörden. Am 18. Mai 1943 erhielten alle Orte mit einer Post- oder Bahnstation deutsche Namen, dabei handelte es sich meist um lautliche Angleichungen, Übersetzungen oder freie Erfindungen.
Liste der Ortschaften im Landkreis Wollstein mit mehr als 700 Einwohnern (1910):
| polnischer Name | deutscher Name (1815–1919)                                         | deutscher Name (1939–1945)                  |
| --------------- | ------------------------------------------------------------------ | ------------------------------------------- |
| Boruja          | Alt Borui                                                          | Mühlengraben                                |
| Jabłonna        | Jablone                                                            | 1939–1943 Deutsch Gabel 1943–1945 Waldgabel |
| Kaszczor        | Altkloster                                                         | Altkloster                                  |
| Kębłowo         | Kiebel                                                             | Kiebel                                      |
| Kopanica        | Kopnitz                                                            | 1939–1943 Mittelmühlen 1943–1945 Kopnitz    |
| Łąkie           | Lonkie                                                             | Altwiesen                                   |
| Mochy           | Mauche                                                             | 1939–1943 Deutschendorf 1943–1945 Mauche    |
| Nowa Boruja     | Neu Borui                                                          | Neu Hopfengarten                            |
| Obra            | Obra                                                               | 1939–1943 Klosterwiese 1943–1945 Obra       |
| Przemęt         | Priment                                                            | 1939–1943 Weißberg 1943–1945 Priment        |
| Rakoniewice     | Rakwitz                                                            | Rakwitz                                     |
| Rostarzewo      | Rostarzewo 1886–1898 Rostarschewo 1898–1919 Rothenburg an der Obra | Rothenburg an der Obra                      |
| Siedlec         | Siedlec                                                            | 1939–1943 Kirchdorf 1943–1945 Scheltz       |
| Wolsztyn        | Wollstein                                                          | Wollstein                                   |